# 리콜라
리콜라 또는 리콜라 AG(Ricola Ltd./Ricola AG)는 1930년 설립된 스위스의 진해정, 박하사탕 생산업체이다. 관련 제품 상표로 사용키도 한다. 본사는 스위스 북부인 바젤란트주의 라우펜에 있다.

## 갤러리

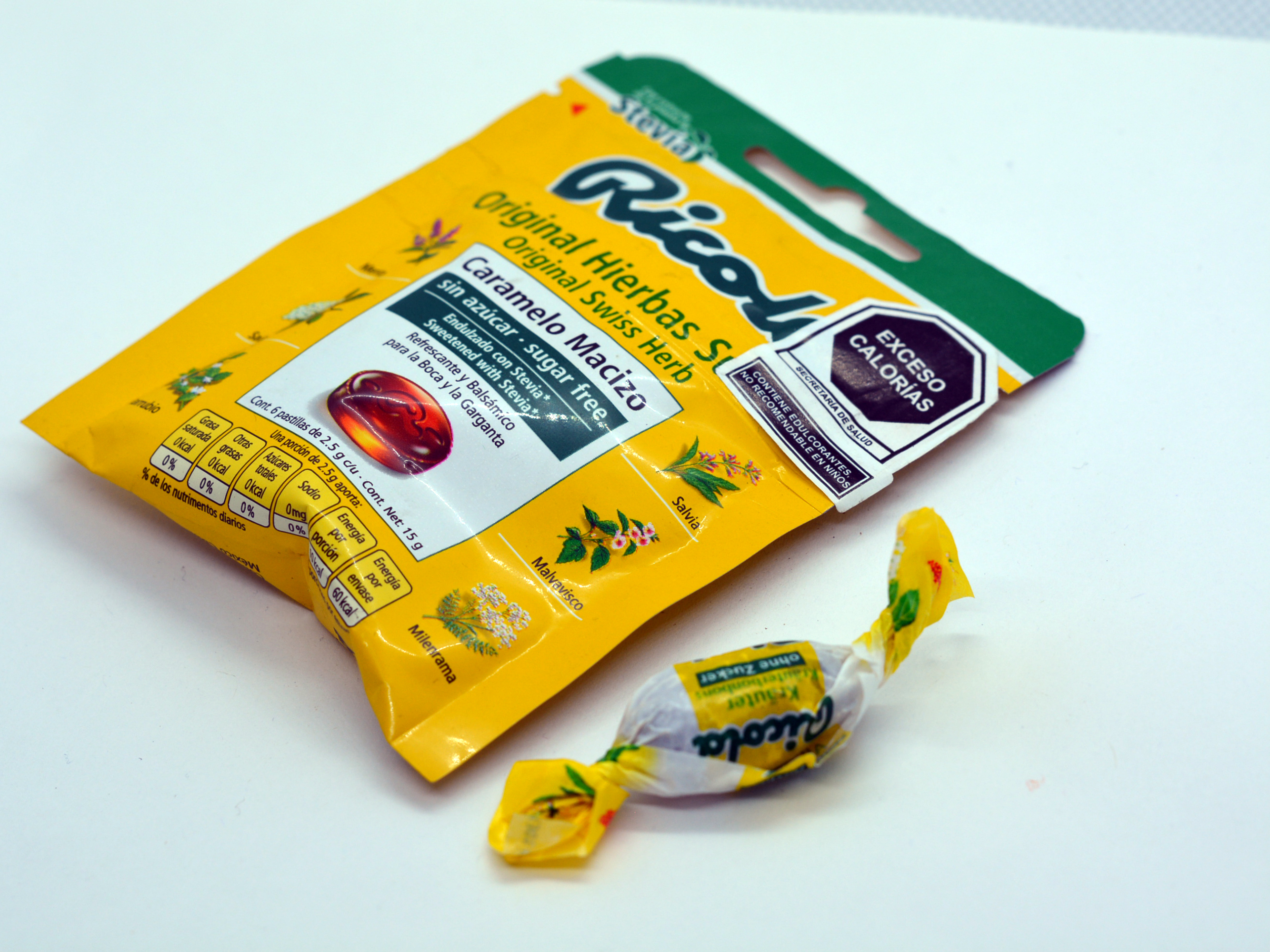
사탕봉지와 개별 포장된 사탕
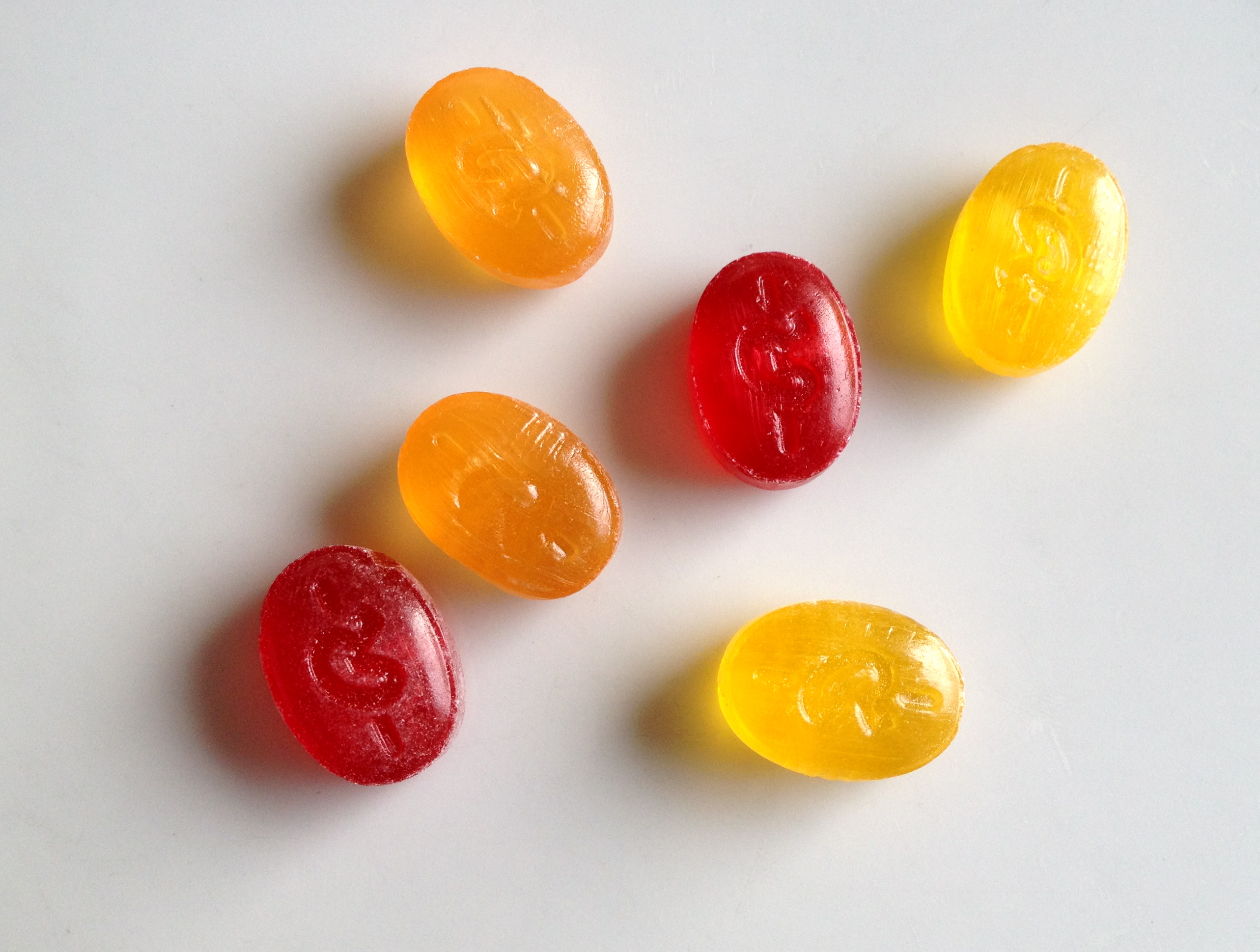
여러 가지 색의 리콜라 사탕
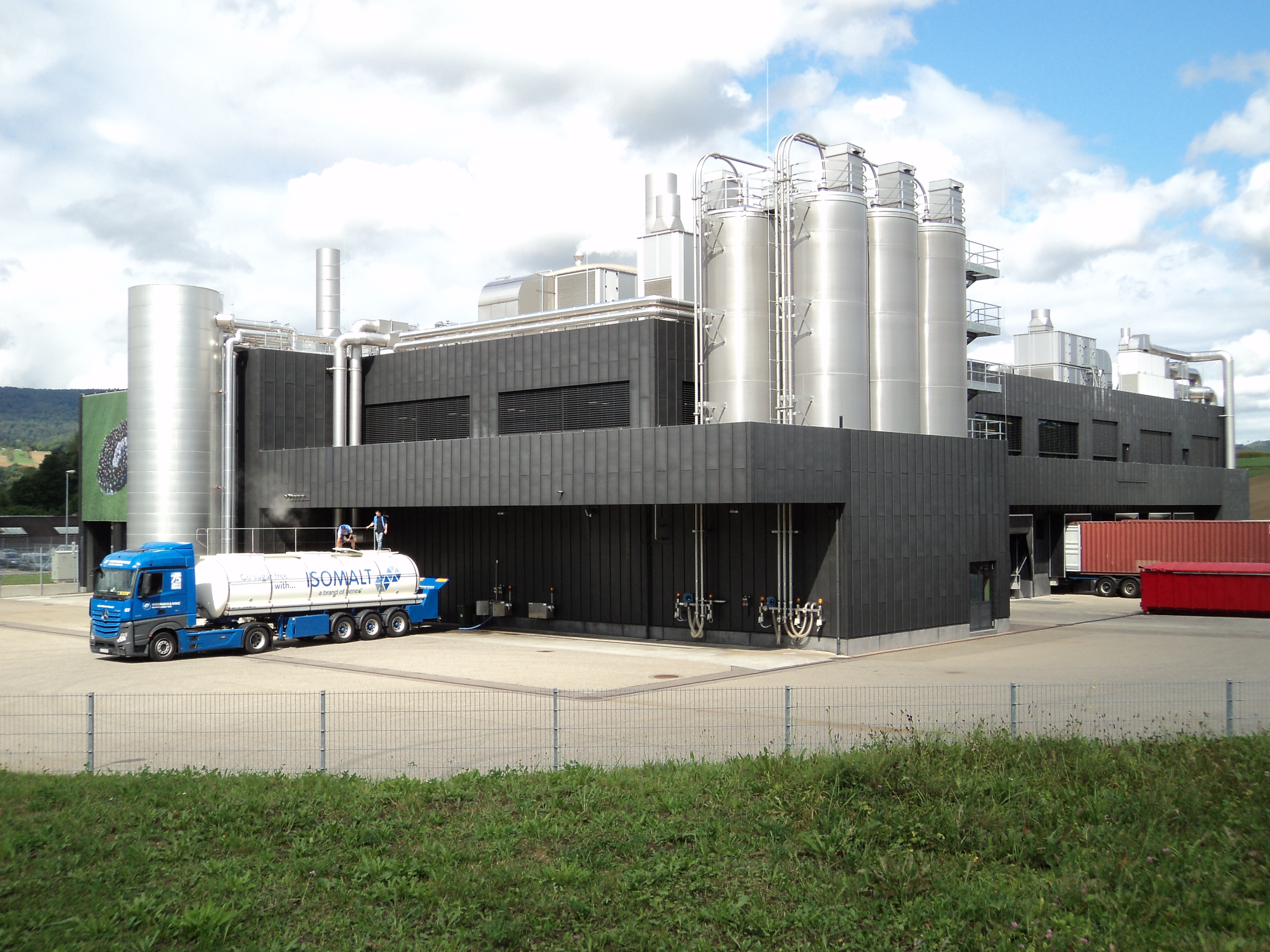
라우펜의 공장